# Clubiona insulana
Clubiona insulana är en spindelart som beskrevs av Ono 1989. Clubiona insulana ingår i släktet Clubiona och familjen säckspindlar. Inga underarter finns listade i Catalogue of Life.